# Dzieci Ireny Sendlerowej
Dzieci Ireny Sendlerowej (ang. The Courageous Heart of Irena Sendler, tłum. Odważne serce Ireny Sendlerowej) – amerykański telewizyjny film biograficzny (w Polsce film dystrybuowany w kinach) w reżyserii Johna Kenta Harrisona, opowiadający historię życia Ireny Sendlerowej, polskiej społeczniczki, która podczas II wojny światowej uratowała przed Holocaustem ponad 2500 żydowskich dzieci.
Film wyprodukowała amerykańska firma Hallmark Hall of Fame na zlecenie stacji telewizyjnej CBS. Scenariusz filmu powstał na podstawie książki Anny Mieszkowskiej Matka dzieci Holocaustu. Historia Ireny Sendlerowej. Reżyserii podjął się John Kent Harrison, który wyreżyserował m.in. film Jan Paweł II. Zdjęcia plenerowe kręcono w Rydze.
Film swoją światową premierę miał 19 kwietnia 2009 roku (czyli w rocznicę wybuchu powstania w warszawskim getcie) o godzinie 21:00 w amerykańskiej stacji telewizyjnej CBS. W USA pokazany był jako film telewizyjny, w Polsce film dystrybuowany w kinach i jako miniserial telewizyjny dla TVP1. Europejska oficjalna premiera odbyła 31 sierpnia 2009 w Gdańsku, podczas 70. rocznicy obchodów wybuchu II wojny światowej. Ogólnopolska premiera odbyła się 18 września.

## Obsada
- Anna Paquin – Irena Sendlerowa
- Marcia Gay Harden – Janina Krzyżanowska
- Goran Višnjić – Stefan Zgrzembski
- Nathaniel Parker – Doktor Majkowski
- Steve Speirs – Piotr
- Paul Freeman – ksiądz Godlewski
- Danny Webb – Trojan

oraz
- Krzysztof Pieczyński – Doktor Janusz Korczak
- Maja Ostaszewska – Jadwiga
- Danuta Stenka – Hannah Rozenfeld
- Olga Bołądź – Zofia
- Jerzy Nowak – Stary Rabin
- Karolina Dryzner – Rozpaczająca matka

i inni

## Wersja polska
Wersja polska: Master Film

Reżyseria dubbingu: Elżbieta Jeżewska

Dialogi: Elżbieta Kowalska

Montaż: Jakub Lenarczyk, Jan Graboś

Udział wzięli:
- Aneta Todorczuk-Perchuć – Irena Sendlerowa
- Anna Seniuk – Janina Krzyżanowska
- Mariusz Drężek – Michał
- Anna Dereszowska – Ewa Rozenfeld
- Marcin Dorociński – Stefan Zgrzembski
- Piotr Janusz – Jasio
- Aleksandra Kowalicka – Karolina Rozenfeld
- Ignacy Gogolewski – Rabbi Rozenfled
- Marek Barbasiewicz – pan Godlewski
- Marcin Przybylski – Jakub Rozenfeld
- Dominika Kluźniak – Siostra Maria
- Krzysztof Pieczyński – Doktor Janusz Korczak
- Sylwester Maciejewski – Piotr
- Monika Pikuła – Stefania
- Jarosław Gajewski – untersturmführer Brand
- Maja Ostaszewska – Jadwiga
- Kazimierz Wysota – Trojan
- Krzysztof Banaszyk – Dr Majkowski
- Olga Bołądź – Zofia
- Anna Gajewska – Danuta
- Danuta Stenka – Hanna Rozenfeld
- Krzysztof Wójcik – Izaak
- Waldemar Barwiński – Wiktor
- Mikołaj Klimek – dobry Niemiec
- Leon Charewicz – Rabin II
- Tomasz Gęsikowski – Żyd w czapce
- Jerzy Nowak – Stary Rabin

oraz
- Hanna Kinder-Kiss
- Marcelina Gwiazdowska
- Andrzej Gawroński
- Kinga Tabor-Szymaniak
- Katarzyna Skolimowska
- Krzysztof Radkowski
- Przemysław Sadowski
- Anna Apostolakis
- Leszek Zduń

i inni

## DVD
- Premiera w Polsce odbyła się 28 stycznia 2010 roku. Wydawcą jest TIM Studio.

## Nagrody
Nagroda Emmy 2009
- Najlepsza charakteryzacja w miniserialu lub filmie telewizyjnym – Trefor Proud
- (nominacja) najlepsza aktorka drugoplanowa w filmie telewizyjnym lub miniserialu – Marcia Gay Harden
- (nominacja) najlepszy dźwięk w filmie telewizyjnym lub miniserialu – Stephen Grubbs, Suzanne Angel, Joy Ealy, Bob Costanza, Richard S. Steele, Erich Gann, Robert Webber, Christopher Kennedy, Tim Chilton i Sharon Michaels.

Nagroda Satelita 2009
- (nominacja) najlepszy film telewizyjny

Złote Globy 2009
- (nominacja) najlepsza aktorka w filmie telewizyjnym lub miniserialu – Anna Paquin

## Recenzje
- Ginia Bellafante z New York Timesa krytycznie oceniła film uznając go za pozbawionego pasji i łopatologiczny: Film opowiada jej (Sendlerowej – red.) historię bez oddania nastroju żaru, pasji, lęku i chaosu, z którymi łączyła się jej misja. Producenci starali się o ton uroczysty, aby nie być posądzonym o ckliwość (tak jakby istniał wielki apetyt na traktowanie Holokaustu w stylu pop-kultury) i w rezultacie zrobili film, który wydaje się niedbały, tak jakby sądzili, że sam szlachetny cel ich projektu wystarczy, aby film robił wrażenie. Recenzentka ma również uwagi co do realizatorów filmu: (...) tak żeby ktokolwiek, kto by myślał, że przechytrzenie SS nie było czymś wielkim, raz na zawsze się dowiedział, że było inaczej. (...) Irena Sendlerowa nazywana jest żeńskim odpowiednikiem Oskara Schindlera i film rzeczywiście dowodzi, że miała odważne serce. Szkoda więc, że film jest tak bardzo słaby[5].
- Dorothy Rabinowitz z Wall Street Journal natomiast przychylniej oceniła film, najbardziej podkreślając zaangażowanie Polaków w ratowanie Żydów przed Holokaustem: Film jasno pokazuje, że jego bohaterka nie była samotna w swojej misji. W kraju, w którym populacja antysemitów nie była szczupła – Polacy, którzy wydawali ukrywających się Żydów, albo wymuszali od nich okup za milczenie, a kiedy ci nie mogli więcej zapłacić, przekazywali ich Niemcom – była również inna warstwa polskiego społeczeństwa. To ludzie wywodzący się głównie z inteligencji, albo spośród działaczy politycznych, oddani katolicy i inni, którzy mieli świadomość śmiertelnego niebezpieczeństwa, na jakie naraża ich pomoc Żydom. Było ich niemało. Dostarczali fałszywe papiery, szukali dla nich kryjówek, przekonywali innych Polaków po stronie aryjskiej do udzielenia Żydom schronienia. Autorka recenzji określiła film jako (...) przerażający w swej sile i braku fałszywych tonów (...). Pochwaliła również grę głównych aktorów: Anny Paquin i Marcii Gay Harden.